# Tonći Kukoč
Tonći Kukoč vagy Tonći Kukoč-Petraello (Split, 1990. szeptember 25. –) horvát utánpótlás válogatott labdarúgó. Posztját tekintve hátvéd.

## Pályafutása

### Klubcsapatokban
Tonći Kukoč Splitben született és itt is kezdte pályafutását. 2007-ben a Hajduk Split szerződtette. Tizennyolc éves korában tárgyalt az orosz Szaturnnal, de a Hajduk nem engedte el a fiatal hátvédet, mert a korábban kötött szerződése 2009 nyaráig szólt.
Ekkor négy évre szóló profi szerződést kötött a spliti csapattal, amely kölcsönadta a 2009-2010-es szezon első felére az Istra 1961 csapatának. A szezon második felét a másodosztályú Mosornál töltötte. A következő idényben egy NK Zagreb elleni bajnokin bemutatkozott a Hajduk első csapatában; csereként állt be Ante Vukušić helyére. Ebben az idényben öt bajnokin lépett pályára és első gólját is megszerezte az élvonalban az Inter Zaprešić ellen. A szezon második felét a kiesés ellen harcoló Hrvatski Dragovoljacnál töltötte kölcsönben. A 2011-12-es bajnoki szezonban húsz alkalommal lépett pályára a Hajdukban és két gólt szerzett.	
2013 nyarán az olasz másodosztályú Brescia játékosa lett, majd egy idényt követően a bolgár CSZKA Szofijához szerződött.
2017-ben a bosnyák Zrinjski Mostar játékosa lett, de 2018 januárjában felbontották  a szerződését. 2018. január 27-én két és fél évre szóló szerződést kötött a Budapest Honvéddal.
A kispestiek színeiben 50 élvonalbeli találkozón egy gólt szerzett, tagja volt a 2019–2020-as szezonban Magyar Kupát nyert együttesnek. 2020 nyarán nem hosszabbították meg a lejáró szerződést, majd nem sokkal később aláírt a szintén NB I-es Kisvárdához.
2021 februárjában az NK Opatija csapatához igazolt. 2023 november végén felbontották a szerződését.
Nem egész egy hónapot töltött klub nélkül, miután a horvát negyedosztályú HNK Segesta Sisak bejelentette szerződtetését.

## Családja
Az egykori NBA kosaras, olimpiai ezüstérmes, világ- és Európa-bajnok Toni Kukoč unokaöccse.

## Sikerei, díjai
Budapest Honvéd:
- Magyar Kupa-győztes: 2019–2020

## Statisztika

### Klubcsapatokban
2016. január 22-én frissítve.
| Klub adatok     | Klub adatok    | Klub adatok    | Bajnokság     | Bajnokság | Országos kupa | Országos kupa | Nemzetközi kupa | Nemzetközi kupa | Egyéb         | Egyéb | Összesen      | Összesen | Összesen |
| Klub            | Szezon         | Bajnokság      | Pályára lépés | Gól       | Pályára lépés | Gól           | Pályára lépés   | Gól             | Pályára lépés | Gól   | Pályára lépés | Gól      |          |
| --------------- | -------------- | -------------- | ------------- | --------- | ------------- | ------------- | --------------- | --------------- | ------------- | ----- | ------------- | -------- | -------- |
| Istra 1961      | 2009–10        | Prva HNL       | 5             | 0         | 0             | 0             | –               | –               | –             | –     | 5             | 0        |          |
| Mosor           | 2009–10        | Druga HNL      | 12            | 2         | 0             | 0             | –               | –               | –             | –     | 12            | 2        |          |
| Hajduk Split    | 2010–11        | Prva HNL       | 1             | 0         | 0             | 0             | –               | –               | –             | –     | 1             | 0        |          |
| Hr. Dragovoljac | 2010–11        | Prva HNL       | 5             | 1         | 0             | 0             | –               | –               | –             | –     | 5             | 1        |          |
| Hajduk Split    | 2011–12        | Prva HNL       | 20            | 2         | 3             | 0             | 1               | 0               | –             | –     | 24            | 2        |          |
| Hajduk Split    | 2012–13        | Prva HNL       | 1             | 0         | 1             | 0             | 1               | 0               | –             | –     | 3             | 0        |          |
| Brescia         | 2013–14        | Serie B        | 24            | 0         | 2             | 0             | –               | –               | –             | –     | 26            | 0        |          |
| CSZKA Szofija   | 2014–15        | A-csoport      | 22            | 2         | 1             | 0             | 0               | 0               | –             | –     | 23            | 2        |          |
| Livorno         | 2015–16        | Serie B        | 5             | 0         | 0             | 0             | –               | –               | –             | –     | 5             | 0        |          |
| Como            | 2015–16        | Serie B        | 0             | 0         | 0             | 0             | –               | –               | –             | –     | 0             | 0        |          |
| Karrier összes  | Karrier összes | Karrier összes | 95            | 7         | 7             | 0             | 2               | 0               | 0             | 0     | 104           | 7        |          |

## További információ
- Tonći Kukoč adatlapja a horvát labdarúgó-szövetség oldalán (horvátul)

- Tonći Kukoč adatlapja a Soccerway oldalon (angolul)
- Kukoc Tonci. hlsz.hu
- Kukoc-Petraello Tonci. hlsz.hu